# Wąsale
Wąsale (Lybiinae) – podrodzina ptaków z rodziny tukanowatych (Ramphastidae).

## Zasięg występowania
Podrodzina obejmuje gatunki zamieszkujące lasy i zarośla Afryki Subsaharyjskiej.

## Charakterystyka
Ptaki te charakteryzują następujące cechy:
- duża głowa i gruba szyja
- gruby dziób, dookoła pióra szczeciniaste
- w upierzeniu zazwyczaj przeważa barwa żółta
- pożywienie stanowią owoce, pączki, kwiaty, nektar oraz owady. Większe gatunki mogą zjadać żaby drzewne, jaszczurki lub małe ptaki.
- zniesienie przeważnie zawiera 2–4 jaja, zaś inkubacja trwa 13–19 dni
- młode są gniazdownikami, w stawie skokowym posiadają zgrubienie charakterystyczne dla wszystkich dzięciołowych
- nie występują migracje.

## Systematyka
Takson ten jest przez część ujęć systematycznych traktowany jako odrębna rodzina Lybiidae. Do podrodziny należą następujące plemiona:
- Trachyphonini Prum, 1988
- Lybiini Sibley & Ahlquist, 1985